# Політика облікового запису користувача
Політика облікового запису користувача (англ. user account policy)  — це документ, який окреслює вимоги щодо запиту та обслуговування облікового запису в комп'ютерних системах або мережах, як правило, в організації. Це дуже важливо для великих об'єктів, де користувачі зазвичай мають облікові записи на багатьох системах. Деякі об'єкти мають користувачів, що читають та підписують політику облікового запису як частину процесу запиту облікового запису.

## Зміст політики
- Слід вказати, хто має право затверджувати запити на обліковий запис.
- Необхідно вказати, хто дозволяє використовувати ресурси (наприклад, тільки співробітники або студенти)
- Необхідно вказати будь-які вимоги щодо громадянства/резидентів.
- Слід вказати, чи користувачам дозволено ділитися обліковими записами, чи дозволено користувачам мати кілька облікових записів на одному хості.
- Необхідно вказати права та обов'язки користувачів.
- Потрібно вказати, коли обліковий запис повинен бути відключений та архівований.
- Слід зазначити, скільки часу обліковий запис може залишатися неактивним, перш ніж буде вимкнений.
- Потрібно вказати правила формування та застарілості пароля.

## Приклад
Деякий приклад формулювання: "Працівники повинні  запитувати/отримувати облікові записи на системах, лише коли вони мають нагальну потребу. Працівники можуть мати лише один офіційний обліковий запис на систему, а ідентифікатор облікового запису та ім'я для входу повинні відповідати встановленим стандартам. Співробітники повинні прочитати і підписати політику припустимого використання перед запитом облікового запису ".

## Зовнішні посилання
- National Institute for Standards and Technology [Архівовано 18 серпня 2011 у WebCite]